# Кам'янка (Роздільнянський район)
Ка́м'янка (у минулому — Ебенланд/Ebenland) — село в Україні, у Роздільнянській міській громаді Роздільнянського району Одеської області. Адміністративний центр однойменного старостинського округу. Населення становить 813 осіб. Розташована за 6 км на південь від Роздільної. 
Відстань до райцентру автодорогою становить близько 7 км. До райцентру веде асфальтована дорога; у селі є зупинка приміських електричок «Кам'янка».

## Історія

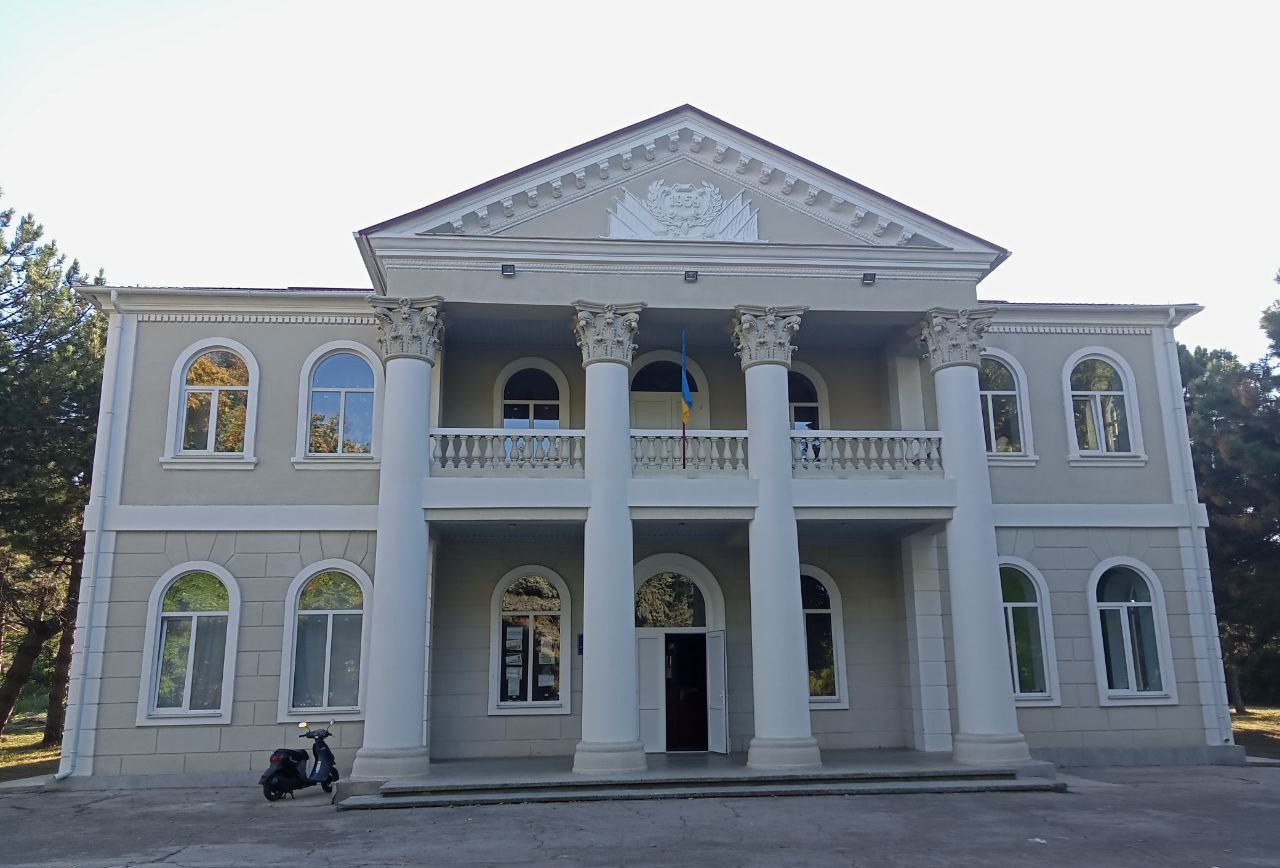
Будинок культури у Кам'янці, 2021

Село засноване в 1924 році українськими переселенцями з Бессарабії, вихідцями з району Аралу. Отримало назву на честь Льва Каменєва.
У 1926 році хутір входив до складу Амбросиївської сільради Фрідріх-Енгельсовського (Зельцького) району.
У 1929 році у хуторі було організовано вісім колгоспів, які в 1950 році були об'єднані в один — ім. Поліни Осіпенко (з 1953 року — ім. Щербакова).
Після війни (орієнтовно у 1952-1956 роках) до складу хутору Кам'янка ввійшов хутір Шевченко (Нейфельд). Цей німецький населений пункт був заснований у 1926 році в 10 км на південний схід від станції Роздільна. Населення — 92 (1926), 238 (1943).
У роки Другої Світової війни на фронт пішло 148 селянин, 92 отримали державні нагороди.
Станом на 1 вересня 1946 року хутір Кам'янка входив до складу Кіровської сільської ради.
У 1959 році був побудований будинок культури.

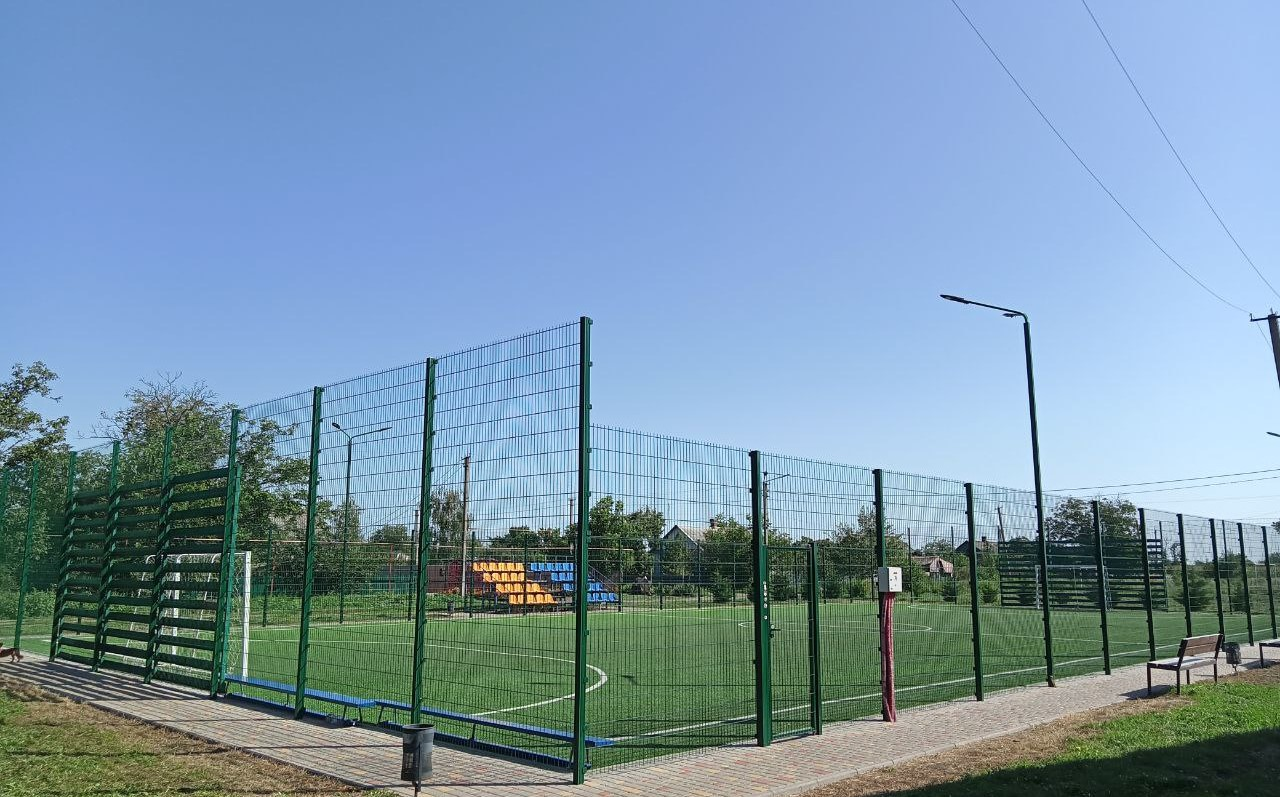
Футбольний стадіон, 2021

На 1 травня 1967 року у селі знаходився господарський центр колгоспу імені Щербакова. При колгоспі працював виноробний цех, консервний завод, пилорама, теслярсько-столярна і ремонтна майстерня. У селі була середня школа, палац культури на 600 місць, бібліотека, кабінет побутового обслуговування.
Станом на 1978 рік функціонувала школа, де працювало 25 вчителів та навчалося 260 учнів. Був палац культури з залом на 800 місць та стаціонарним кінообладнанням, бібліотека з книжковим фондом у 8750 примірників; фельдшерсько-акушерський пункт, ясла-садок, будинок побуту, два магазина, почтове відділення, ощадна каса.

## Сучасність

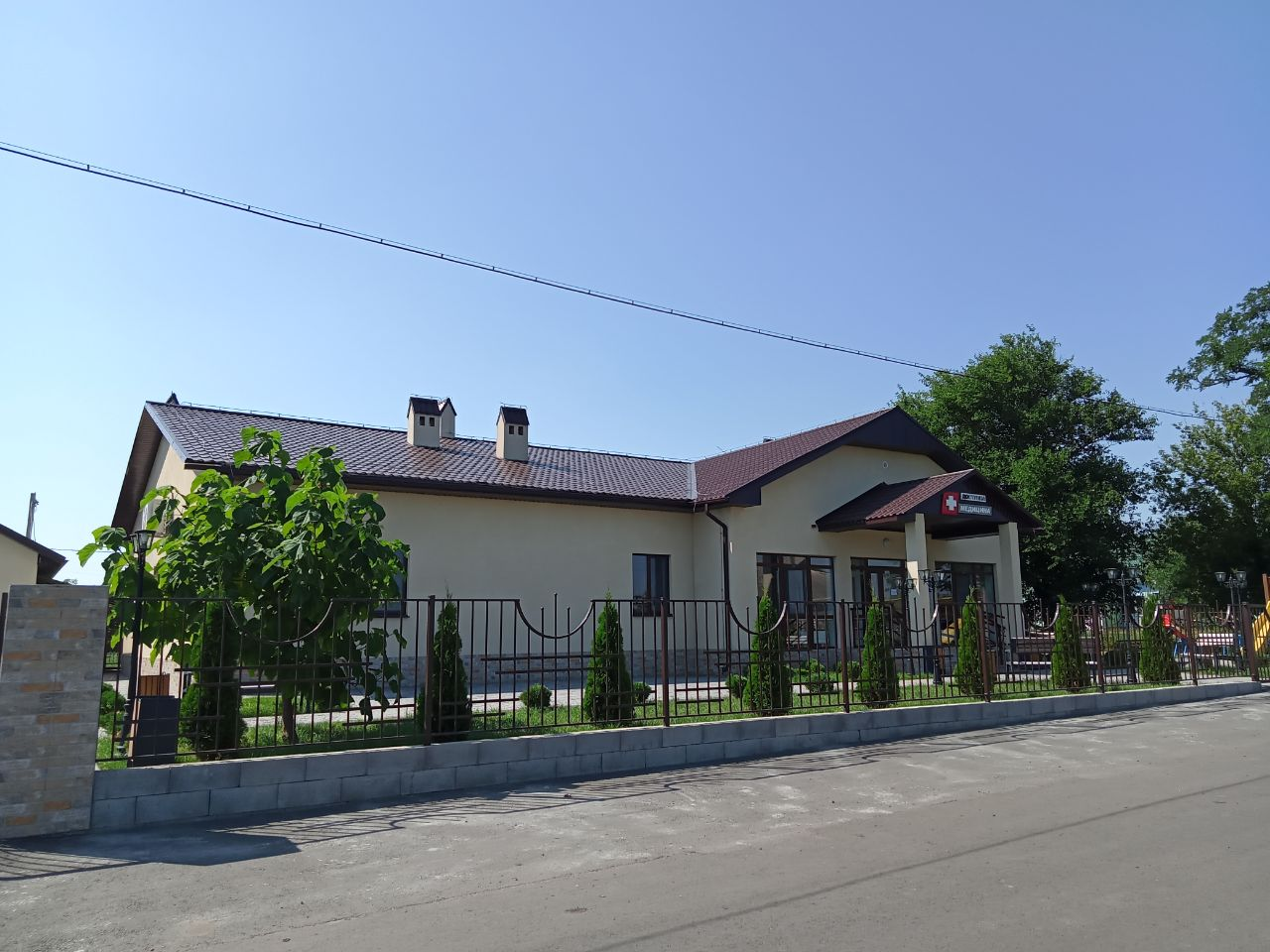
Кам'янська амбулаторія сімейної медицини, 2021

20 грудня 2017 року відкритий футбольний стадіон.
У результаті адміністративно-територіальної реформи село ввійшло до складу Роздільнянської міської територіальної громади та після місцевих виборів у жовтні 2020 року було підпорядковане Роздільнянській міській раді. До того село входило до складу ліквідованої Кам'янської сільради і було її центром.
У 2019—2020 роках у рамках державної програми «Велике будівництво» відремонтована лікарська амбулаторія.
У селі функціонує загальноосвітня школа I-III ступенів, дитячий садок, краєзнавчий музей, будинок культури та православний храм Різдва Христова.
У рамках декомунізації у селі була перейменована вулиця Леніна, нова назва – Центральна.
У 2021 році село брало участь у  конкурсу «Найкращий сільський населений пункт із благоустрою Одеської області».

## Населення
Населення у різні роки: у 1926 році — 100 осіб, у 1943 — 185 осіб. У 1967 році у селі мешкало 665 осіб. Станом на 1978 року у селі було 236 подвір'їв та 716 селян.
Згідно з переписом УРСР 1989 року чисельність наявного населення села становила 756 осіб, з яких 339 чоловіків та 417 жінок.
За переписом населення України 2001 року в селі мешкала 721 особа.
| Категорія                | 2013 | 2014 | 2015 | 2016 |
| ------------------------ | ---- | ---- | ---- | ---- |
| Дворів                   | 288  | 289  | 289  | 289  |
| Всього осіб              | 717  | 818  | 756  | 813  |
| Дітей дошкільного віку   | 29   | 33   | 34   | 30   |
| Шкільного віку           | 107  | 156  | 101  | 101  |
| Громадян пенсійного віку | 102  | 172  | 140  | 157  |
| Померлих                 | 10   | 22   | 12   |      |
| Народжених               | 9    | 24   | 8    |      |

### Мова
Розподіл населення за рідною мовою за даними перепису 2001 року:
| Мова       | Відсоток |
| ---------- | -------- |
| українська | 79,47 %  |
| російська  | 11,37 %  |
| молдовська | 8,46 %   |
| гагаузька  | 0,28 %   |
| білоруська | 0,14 %   |
| болгарська | 0,14 %   |